# Robot

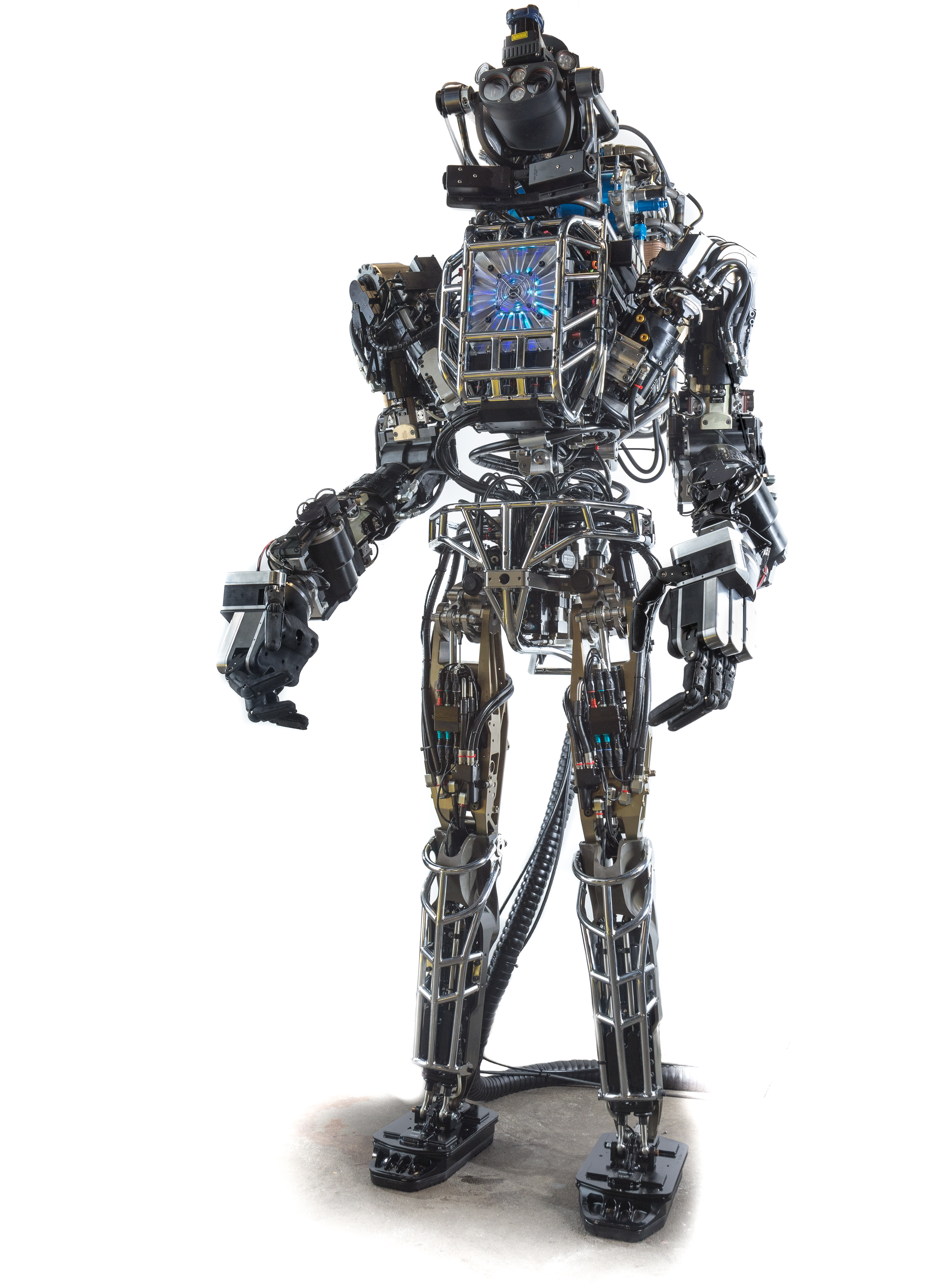
Atlas (2013) van Boston Dynamics

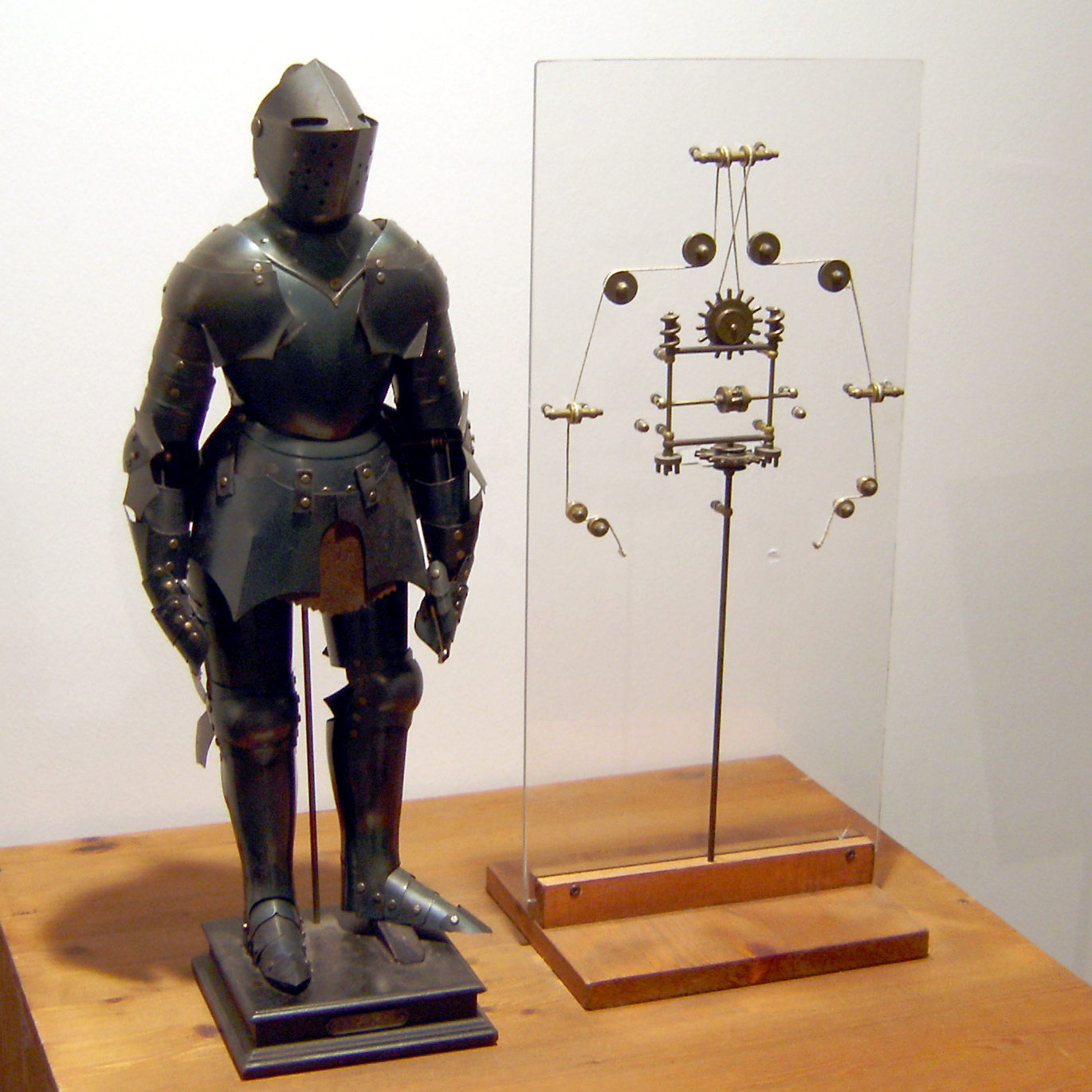
Een robot gebaseerd op tekeningen van Da Vinci

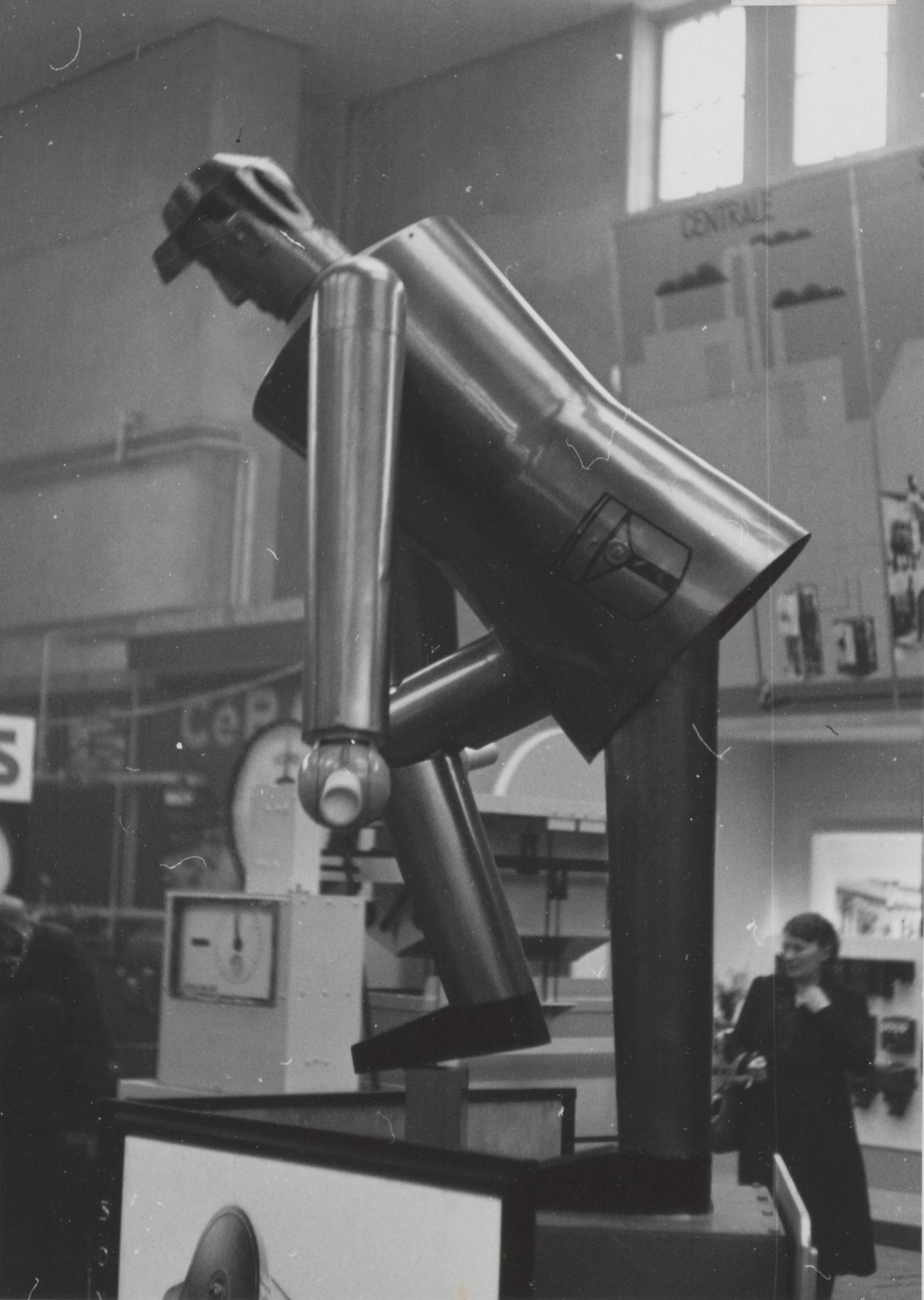
Robot (Jaarbeurs Utrecht, 1941)

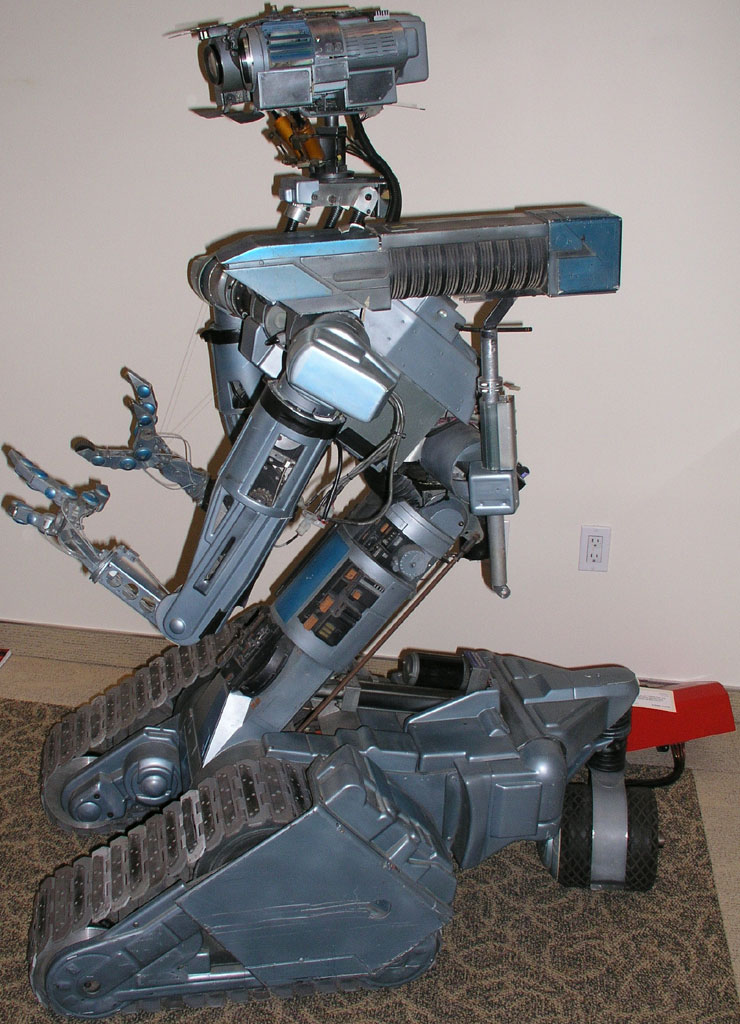
De robot Johnny 5 uit de film Short Circuit (1986)

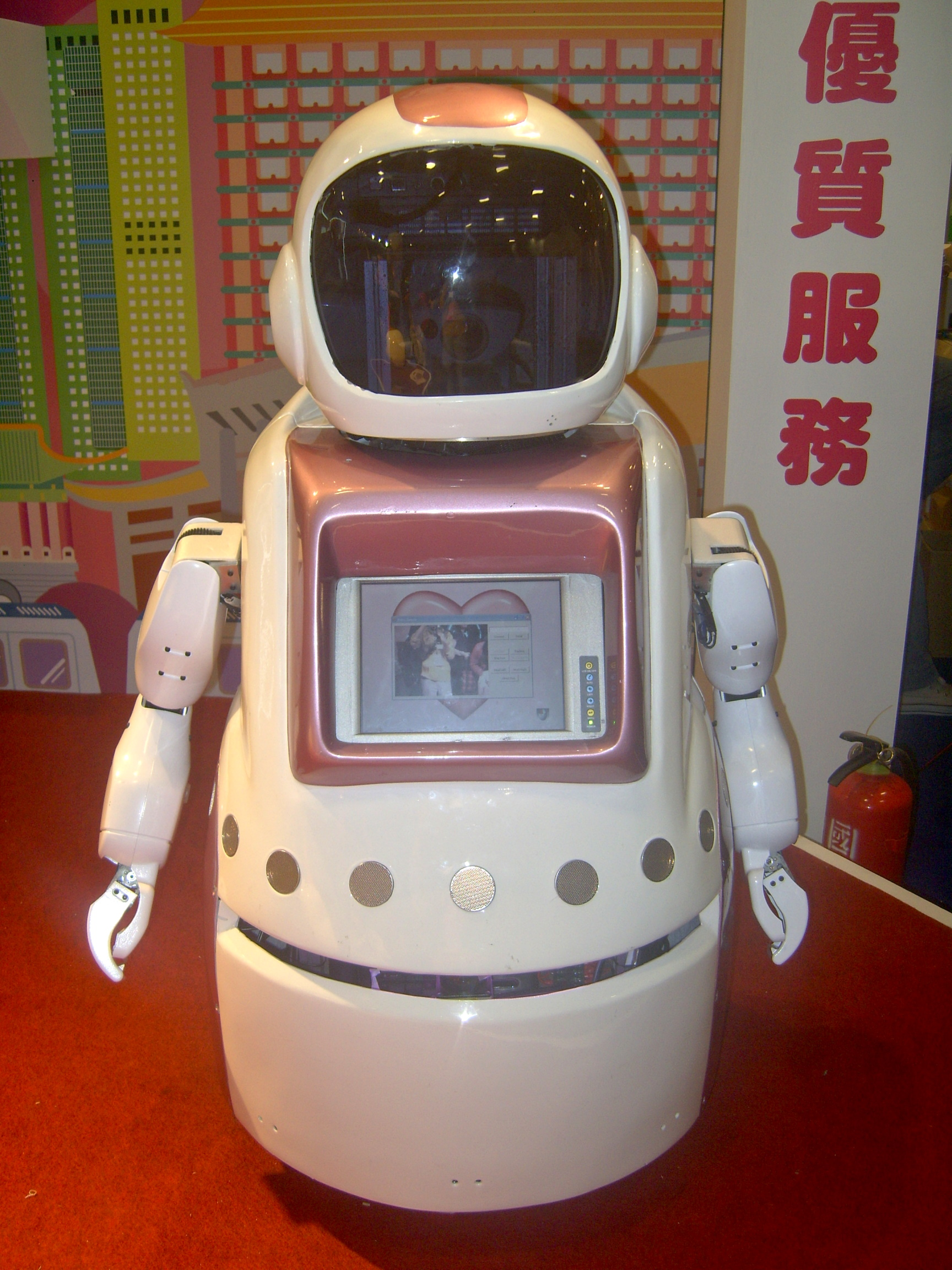
Een huishoudrobot uit 2008

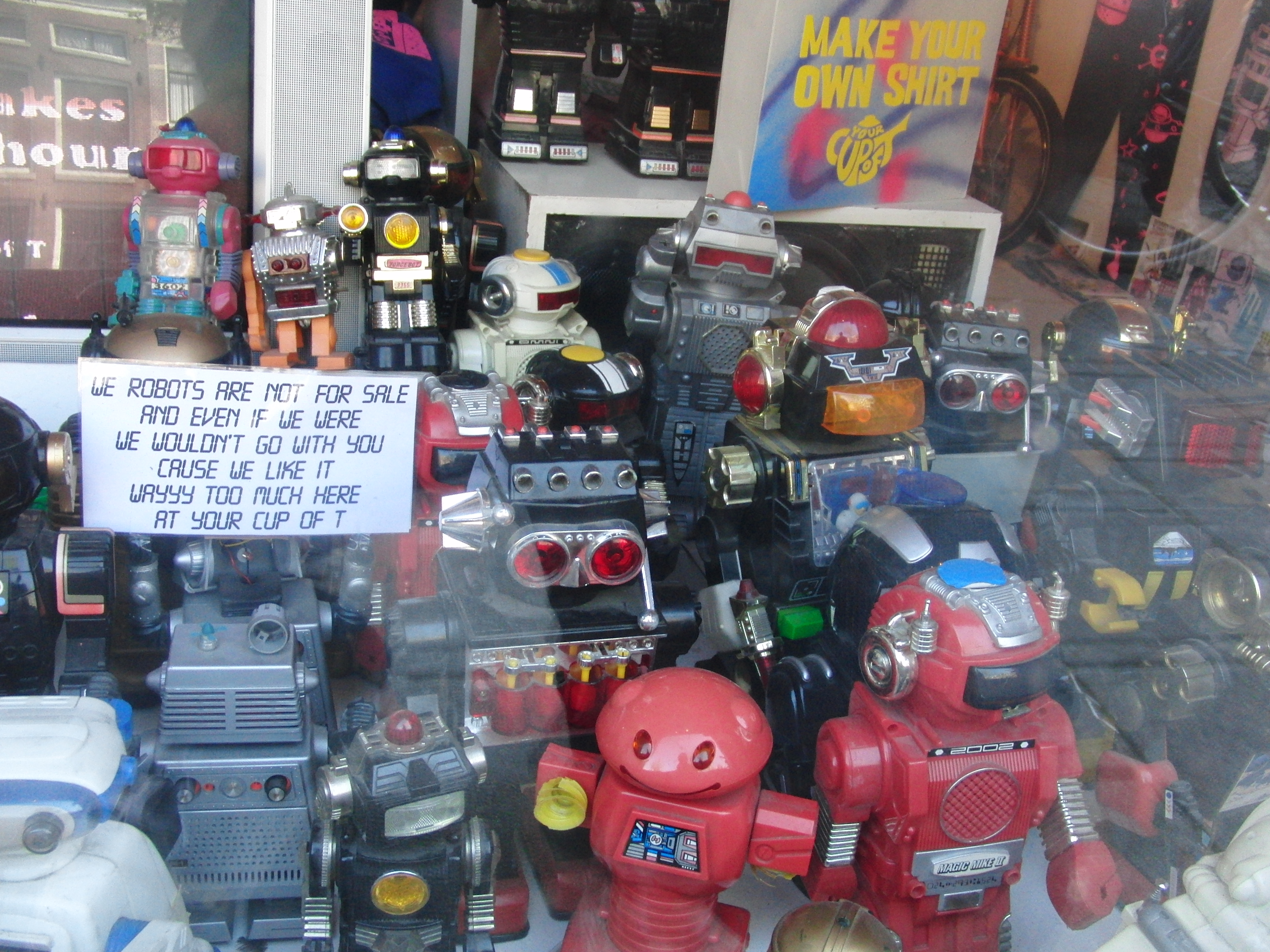
Collectie speelgoedrobotten

Een robot is een programmeerbare machine die automatisch verschillende fysieke handelingen uit kan voeren. Een robot kan zijn uitgerust met artificiële intelligentie (A.I.), en zelflerend zijn, en daardoor meer autonoom.
Robotica is de tak van de wetenschap die zich met het ontwikkelen en bestuderen van robots bezighoudt.

## Oorsprong
Het woord robot werd voor het eerst gebruikt door de Tsjechische schrijver Karel Čapek in zijn toneelstuk R.U.R., dat staat voor Rossum's Universal Robots, geschreven in 1920, en is afgeleid van het Tsjechische woord robota, dat 'werk' of 'verplichte arbeid' betekent. In een ingezonden brief in Lidové Noviny (een Tsjechisch dagblad) in 1933 vertelt Karel Čapek dat het woord door zijn broer Josef is verzonnen

## Sciencefiction
De meeste mensen kennen robots echter uit de sciencefiction, zoals de boeken van Karel Čapek en Isaac Asimov, stripboeken zoals Archie, de man van staal en films als RoboCop (van Paul Verhoeven), A.I.: Artificial Intelligence (van Steven Spielberg), The Terminator (van James Cameron), de Borg  en de androïde Data uit Star Trek of de robots C-3PO, R2-D2 en BB-8 uit de Star Wars-cyclus. Vaak hebben deze robots een lichaam dat lijkt op dat van een mens (al dan niet gemaakt uit metaal), en een vergaande vorm van kunstmatige intelligentie als beslissingsmodel. Dergelijke robots die op mensen lijken worden humanoïde robots genoemd. Als robots niet of nauwelijks van mensen zijn te onderscheiden spreekt men van androïden. Mensen worden wel beticht van robotachtig gedrag, wat meestal emotieloos inhoudt, wat robots ook zijn. Daar doelt men echter op de schokkerige motoriek, die nogal eens het gevolg is van bepaalde antipsychotica.

### Grijpers
Voor verschillende taken bestaan er verschillende grijpers voor robots. Sommige hebben drie of meer vingers of armen om iets te kunnen oppakken, andere een schroevendraaier of een pons. De mechanische aandrijving wordt verzorgd door kleine elektromotoren of perslucht.

## Toepassingen
Vooral in de industrie en ruimtevaart worden veel robots gebruikt om sneller, goedkoper en nauwkeuriger taken uit te voeren. Aan de lopende band van autofabrieken staan vooral lasrobots.
Het Defense Advanced Research Projects Agency (DARPA), is een afdeling van het Amerikaanse leger dat onderzoek doet naar het gebruik van robots in militaire operaties. 
De verder ontwikkelde mogelijkheden van de automatische piloot hebben geleid tot de bouw van alweer enkele series robotvliegtuigen (Engels: drone), zoals de Raven die bijvoorbeeld vooral door de Amerikanen in Afghanistan en Pakistan en andere types ook door de Russen in Syrië ingezet worden, terwijl inmiddels de inzet van militaire robots op de grond eveneens beproefd wordt.
Wanneer na een kernramp een gebied te gevaarlijk is om te betreden, maakt men gebruik van drones en andere robots.
Drones worden niet altijd met wapens uitgerust. De omroep maakt er gebruik van om beelden te maken; de politie om het verkeer te kunnen regelen en de plaats delict te onderzoeken.
In de ruimtevaart worden ook robots gebruikt. De sondes die naar de planeten van het zonnestelsel gestuurd worden zijn geavanceerde robots die onafhankelijk taken uitvoeren en hun waarnemingen naar de aarde sturen. Een ander voorbeeld is de robotarm van het internationaal ruimtestation ISS.
Ook het huishouden is een groeiende tak van de robotica. Vooral in de ouderenzorg en de beveiliging kunnen veel robots gebruikt worden. Er bestaan bijvoorbeeld volautomatische stofzuigers en grasmaaiers.
In de chirurgie worden robots gebruikt, meestal bij kijkoperaties. Hoewel er algemeen van een robot gesproken wordt, is er meestal sprake van besturing op afstand. Vooral bij prostaatchirurgie wordt een robot ingezet, maar ook bij longkanker en operaties wegens overgewicht.

## Techniek
Een van de vakgebieden binnen de robotica is het plannen van bewegingen, zoals het bewegen van robotarm of het bewegen van A naar B in de omgeving van de robot. Een beweging bestaat in feite uit een reeks toestanden van de robot waarbij de eerste toestand de begintoestand is (bijvoorbeeld plaats A) en de eindtoestand de gewenste toestand (plaats B). Om een pad van A naar B te vinden is het dus nodig om de toestanden te vinden die de robot van A naar B brengen. Hiervoor worden configuratieruimtes gebruikt: een configuratieruimte representeert alle mogelijke toestanden waarin een robot zich kan bevinden (bijvoorbeeld de locatie en de oriëntatie). Elk punt in de configuratieruimte komt dus overeen met een mogelijke toestand (of configuratie) van de robot. Het vinden van een pad van A naar B bestaat nu uit het vinden van een pad in de configuratieruimte van de begintoestand naar de eindtoestand.

## Actuele ontwikkelingen en de toekomst
In combinatie met artificiële intelligentie oftewel 'AI', of ook wel een vorm van een zelflerend expertprogramma kan een robot in theorie een zich voortdurend uitbreidende zelfstandigheid krijgen, die uitgaat boven wat nu praktisch te verwezenlijken is.
Daarnaast worden er in hoog tempo nanorobots ontwikkeld, die klein genoeg zijn om bijvoorbeeld in de menselijke bloedbaan te functioneren.
Controversieel is de ontwikkeling van autonome vechtrobots, in het bijzonder killer robots.
De grootste robotproducenten zijn Japans (Kawasaki, Epson, Honda), gevolgd door het Zweeds-Zwitserse industriële concern ABB, het Duitse KUKA, en het Amerikaanse General Electric. De Koreaanse productie is sterk in opkomst.
Volgens sommige wetenschappers zullen, door de exponentiële groei van computercapaciteit, robots omstreeks 2030 in staat zijn zelf volledig zelfstandig de ontwikkeling, productie en het beheer van robots ter hand te nemen. Zie verder Ray Kurzweil.
Begin december 2011 lanceerde de TU/e in samenwerking met robotbedrijf Willow Garage het Robotic Open Platform om bijvoorbeeld robotarmen en robotrompen op een standaardmanier aan elkaar te kunnen koppelen. De Eindhovense AMIGO-servicerobot is op een wiki-achtige manier via deze standaard opgebouwd.

### Bots
Onder robot wordt ook een computerprogramma verstaan dat geautomatiseerd taken verricht. Het wordt vaak afgekort tot bot. Een dergelijke robot kan ook functioneren met aansturing op afstand, dan is er sprake van een Cloud robot.
In mei 2018 demonstreerde Google een virtuele assistent die telefonisch een afspraak met een kapper maakte zonder dat deze merkte dat het een robot was.